# Symphysanodon andersoni
Symphysanodon andersoni är en fiskart som beskrevs av Kotthaus, 1974. Symphysanodon andersoni ingår i släktet Symphysanodon och familjen Symphysanodontidae. Inga underarter finns listade i Catalogue of Life.